# 海德公園角站
海德公園角站（英語：Hyde Park Corner tube station）是倫敦地鐵的一個車站，位於海德公園角附近。海德公園角站位於倫敦軌道運輸第1收費區，是皮卡迪利線的車站，開通於1906年12月15日 。

## 歷史
1896年11月，興建布朗普頓及皮卡迪利圓環鐵路（Brompton and Piccadilly Circus Railway）的私人議案首度被呈交國會討論。議案中布朗普頓及皮卡迪利圓環鐵路全線均位於地底，東端總站位於皮卡迪利圓環，西端總站位於南肯辛頓站，由東至西途經皮卡迪利街、騎士橋、布朗普頓路和瑟洛廣場，並於海德公園角設站。獲國會通過後，議會於1897年8月6日獲御准，正式成為布朗普頓及皮卡迪利圓環鐵路法 1897。雖然如此，布朗普頓及皮卡迪利圓環鐵路公司未能籌得足夠資金興建鐵路。1898年後期，該公司被區域鐵路公司收購。
1902年，倫敦地下電氣鐵路公司為鐵路興建工程籌得足夠資金，因此工程於同年7月率先於騎士橋展開。隨後，大北方及河岸鐵路公司與布朗普頓及皮卡迪利圓環鐵路公司合併，兩間公司原本籌劃興建線路亦合併為大北方、皮卡迪利及布朗普頓鐵路，因此本站於1906年12月15日啟用時就是大北方、皮卡迪利及布朗普頓鐵路的中途站。
1932年5月23日，海德公園角站原本的地面站房被新落成的地下售票大堂取代。本站原有的升降機亦同時被扶手電梯取代。原有的站房曾於2010年6月前曾被用作薄餅餐廳，於2012年12月14日起則成為一間酒店。
現時本站是倫敦地鐵少數完全沒有地面附屬建築的車站，目前本站的入口位於海德公園角交匯處下方的行人隧道內。由於本站的東側設有橫渡線，因此皮卡迪利線中段關閉時，本站會成為西段的東端總站。

## 接駁交通
倫敦巴士2、9、13、14、16、19、22、23、36、38、52、74、137、148、390、414號及通宵路線N9、N16、N19、N22、N38、N74號線均服務本站。
此外，雷丁巴士營運的綠線巴士702號（倫敦維多利亞車站 — 溫莎樂高樂園度假區，途經斯勞、溫莎，繁忙時間班次會延伸至布拉克內爾和雷丁）亦服務本站。

## 鄰近地標
- 海德公園（東南角）
- 威靈頓拱門
- 阿普斯利邸宅
- 白金漢宮花園
- 貝爾格萊維亞東北部